# Ču (řeka)
Ču (rusky Чу) je řeka v Narynské, Issykkulské a Čuské oblasti v Kyrgyzstánu a v Žambylské a Turkestánské oblasti v Kazachstánu. Je 1067 km dlouhá. Povodí má rozlohu 62 500 km².

## Průběh toku
Vzniká soutokem řek Džuvanaryk a Kočkor, které stékají z ledovců ve hřbetu Terský Alatau a v Kyrgyzském hřbetu. Pod jejich soutokem Ču vtéká do Issykkulské kotliny, kde protéká nedaleko od jezera Issyk-kul. Při vysokém stavu vody odtéká část toku ramenem Kutemaldy do jezera. Níže řeka protéká Boamskou soutěskou a vtéká do Čuské doliny, kde z okolních hor přijímá mnoho přítoků. Na dolním toku protíná poušť Mujunkum, zleva přijímá řeku Kuragaty a ztrácí se v propadlině Aščikol.

### Přítoky
- zdrojnice Džuvanaryk, Kočkor
- zprava Čon-Kemin, Yrgajty, Kakpatas
- zleva Alamedin, Aksu, Kuragaty

## Vodní stav
Zdroj vody je ledovcovo-sněhový. Významná je také role podzemních vod. Průměrný roční průtok vody při odtoku z hor (pro povodí přibližně 25 000 km²) je 130 m³/s. Největší průtoky jsou v červenci a v srpnu. Na dolním toku na konci července až na začátku srpna vysychá a tok se objevuje opět v prosinci. Na horním toku se objevuje led od listopadu do dubna, pokrývka je však pouze na některých místech. Na dolním toku zamrzá od prosince do března.

## Využití
Na řece byla vybudována Ortotokojská přehrada a tři jezy. Mnohé zavlažovací kanály odebírají až 55 % průtoku. Na řece leží města Tokmok (Kyrgyzstán) a Ču (Kazachstán).